# Писара
Писара (укр. Пісара, крымскотат. Pisara, Писара) — маловодная река (балка) в Бахчисарайском районе Крыма, левый приток Качи. Длина водотока — 6,0 км, площадь водосборного бассейна — 18,0 км². В сборнике «Крымское государственное заповедно-охотничье хозяйство им. В. В. Куйбышева» 1963 года у Писары записаны площадь бассейна 15,0 км², высота истока 1320 м, устья — 619 м, уклон реки 115 м/км². Название реки исследователи выводят от слова псари и видят два возможных варианта происхождения: от черкесского слова, означающего вода, либо греческого, означающего рыба.

## География
Исток Писары находится на северном склоне перевала Гурзуфское седло между вершинами Роман-Кош и Демир-Капу, на территории Крымского заповедника. Началом реки считается родник Казегерек-Чокрак, стекающий по оврагу Биюк-Сай — по материалам «Партии Крымских Водных изысканий» 1916 года называется «Исток Писары» на отметке высоты 1041 м. Река течёт в северо-западном направлении, в густом лесу, русло проложено в песчаниковых породах. Родников по течению реки немного, водоток небольшой, многократно усиливающийся после ливней: например, 12 июля 1912 года, в сильнодождливый день, он составил 1370000 вёдер в сутки (примерно 0,2 м³/с). У Писары 1 безымянный приток, длиной менее 5 километров, который на современных подробных картах подписан, как Кунь-Тимез, впадающий справа.
Со времён Николая Васильевича Рухлова считается, что Кача образуется слиянием рек Биюк-Узень и Писара. Так же описано у А. Н. Олиферова в труде «Реки и Озёра Крыма». Сложнее ситуация в справочнике «Поверхностные водные объекты Крыма»: там Биюк-Узень и Писара левые притоки Качи и оба впадают в 64,0 км от устья, на высоте, по Рухлову, 258 саженей (557 м) над уровнем моря. На современных картах отображается ситуация, что Писара впадает гораздо ниже места образования Качи.
Водоохранная зона реки установлена в 50 м.